# Gewone dwergzandbij
De gewone dwergzandbij (Andrena minutula) is een vliesvleugelig insect uit de familie Andrenidae. De wetenschappelijke naam van de soort is voor het eerst geldig gepubliceerd in 1802 door Kirby.